# Episodi di Benson (prima stagione)
La prima stagione della serie televisiva Benson è stata trasmessa in anteprima negli Stati Uniti d'America dalla ABC tra il 13 settembre 1979 e il 8 maggio 1980.
| nº | Titolo originale         | Titolo italiano | Prima TV USA      | Prima TV Italia |
| -- | ------------------------ | --------------- | ----------------- | --------------- |
| 1  | Pilot                    |                 | 13 settembre 1979 |                 |
| 2  | Trust Me                 |                 | 20 settembre 1979 |                 |
| 3  | The President's Double   |                 | 27 settembre 1979 |                 |
| 4  | Benson in Love           |                 | 4 ottobre 1979    |                 |
| 5  | Conflict of Interest     |                 | 18 ottobre 1979   |                 |
| 6  | The Layoff               |                 | 25 ottobre 1979   |                 |
| 7  | Snowbound                |                 | 1º novembre 1979  |                 |
| 8  | Jessica                  |                 | 8 novembre 1979   |                 |
| 9  | Don't Quote Me           |                 | 22 novembre 1979  |                 |
| 10 | War Stories              |                 | 29 novembre 1979  |                 |
| 11 | Ghost Story              |                 | 6 dicembre 1979   |                 |
| 12 | Taylor's Bid             |                 | 13 dicembre 1979  |                 |
| 13 | One Strike, You're Out   |                 | 27 dicembre 1979  |                 |
| 14 | Just Friends             |                 | 3 gennaio 1980    |                 |
| 15 | Chain of Command         |                 | 10 gennaio 1980   |                 |
| 16 | Bugging the Governor     |                 | 24 gennaio 1980   |                 |
| 17 | Kraus Affair             |                 | 31 gennaio 1980   |                 |
| 18 | Checkmate                |                 | 7 febbraio 1980   |                 |
| 19 | Cold Storage             |                 | 28 febbraio 1980  |                 |
| 20 | Old Man Gatlin'          |                 | 6 marzo 1980      |                 |
| 21 | Power Play               |                 | 20 marzo 1980     |                 |
| 22 | Takin' It to the Streets |                 | 27 marzo 1980     |                 |
| 23 | The Army Wants You       |                 | 1º maggio 1980    |                 |
| 24 | Marcy's Vacation         |                 | 8 maggio 1980     |                 |